# Шикур
Шикур (фр. Chicourt) насеље је и општина у североисточној Француској у региону Лорена, у департману Мозел која припада префектури Шато Сален.
По подацима из 2011. године у општини је живело 82 становника, а густина насељености је износила 14,86 становника/km². Општина се простире на површини од 5,52 km². Налази се на средњој надморској висини од 172 метара (максималној 340 m, а минималној 239 m).

## Демографија
| 1962. | 1968. | 1975. | 1982. | 1990. | 1999. | 2011. |
| ----- | ----- | ----- | ----- | ----- | ----- | ----- |
| 114   | 115   | 117   | 109   | 102   | 98    | 82    |

График промене броја становника у току последњих година